# Lingonkvast
Lingonkvast (Exobasidium juelianum) är en svampart som beskrevs av Nannf. 1981. Lingonkvast ingår i släktet Exobasidium och familjen Exobasidiaceae.  Arten är reproducerande i Sverige. Inga underarter finns listade i Catalogue of Life.